# Aragorn
Aragorn II son av Arathorn, Isildurs arvtagare, är en av huvudpersonerna i J. R. R. Tolkiens böcker om Ringarnas herre. Han föddes i år 2931, Tredje åldern, och dog år 120, Fjärde åldern vid en ålder av 210 år. Gilraen var hans moder och Arathorn hans fader. Farfadern var Arador och mormodern Ivorwen. Hans ursprung hölls hemligt för att den onde härskaren Sauron, som letade intensivt efter Isildurs arvingar om några sådana fortfarande skulle vara vid liv, inte skulle hitta honom. 
Aragorn växte upp, som många av hans förfäder sedan Arnors fall, i Elronds Hus i Vattnadal. Hans mor ville att hans sanna identitet skulle hållas hemlig på det att han inte skulle gå samma öde till mötes som hans far och farfar, och han gick istället under namnet Estel (sindarin för hopp). När han nådde vuxen ålder avslöjade dock Elrond hans härkomst och gav honom skärvorna av svärdet Narsil och Barahirs ring som rättmätigt arv. Han tog därmed också sin plats som hövding av Dunedain i norr, ättlingarna till Númenór och resterna av det norra kungadömet. 
Vid samma tid träffade han Arwen för första gången och de greps genast av kärlek till varandra. Elrond ställde upp en rad villkor på vad som skulle krävas av Aragorn innan han hade rätten att äkta hans dotter; bl.a. att han måste bli kung över både Arnor och Gondor. Men det rådde ändå vänskap mellan Aragorn och Elrond. Efteråt begav sig Aragorn ut i vildmarken och var borta i många år och bekämpade Saurons tjänare till vilka länder de än färdades. Ganska tidigt bekantade han sig med Gandalf och de blev nära vänner; Aragorn fick mycket visdom av Gandalf och till en början följdes de ofta åt på sina resor. På Gandalfs inrådan började utbygdsjägarna vakta landet Fylke.
I Gondor tjänande han under Echtelion II och i Rohan under Thengel, då under namnet Thorongil. Aragorn menade att piraterna i Umbar var ett av de största hoten mot Gondor och, sedan han övertalat Ecthelion, kunde han samla en liten flotta. Denna tog han ledning över och överföll piraterna i Umbar nattetid, och de ställde till stor förödelse och brände många skepp. Aragorn själv fällde piraternas ledare och retirerade sedan med små förluster. Men när bud kom om att stor ära väntade honom i Minas Tirith, avböjde Aragorn emellertid och färdades österut till sina mäns sorg och förvåning. Han återvände inte till Gondor på många år, eftersom han hade andra uppdrag som kallade honom.

## Härskarringen
Som berättas i böckerna om Härskarringen möter han Frodo (med hans vänner Sam, Pippin och Merry) i Bri, under namnet Vidstige. Efter många strapatser och med fienden i form av ringvålnader hack i hälarna lyckades de till slut nå Vattnadal. Där smiddes Narsil samman och fick namnet Andúril, Västerns Flamma. 
Aragorn deltog i Elronds råd och förde sitt folks talan där. Han var på det klara att det var alldeles för farligt att använda Ringen mot Sauron och att enda sättet var att förstöra Ringen. Sedan valdes han till medlem i Ringens brödraskap och ämnade att följa med Boromir till Minas Tirith.
Aragorn var den som bäst kände länderna söder om Vattnadal och var på så sätt till stor hjälp för Ringens brödraskap. Han gillade inte Gimlis förslag att färdas genom Moria, men gick med på det sedan försöket att ta sig igenom Caradhras pass misslyckats. 
Efter att Gandalf föll ned i avgrunden tog han kommandot över brödraskapet och förde dem till Lothlórien, där Galadriel och Celeborn tog emot dem. Men det rådde fortfarande tvekan i hans sinne om vilka som skulle bege sig till Mordor respektive Minas Tirith. Tack vare Celeborns gåva i form av båtar fick han dock uppskov och fick ytterligare betänketid. Men ens när de nått Tol Brandir hade han inte bestämt sig. Det var först när brödraskapet splittrats och han fått höra Boromirs sista ord, som han förstod att Ringens öde inte längre låg i händerna på honom.
Därför beslutade Aragorn, Gimli och Legolas att förfölja de orcher som tagit Merry och Pippin tillfånga. Efter att ha följt efter orcherna i tre dagar insåg de att de inte skulle hinna ifatt orcherna. Men tack vare att de mötte Eomer fick de hästar och tog sig sedan till Fangorns bryn, där de, tack vare Aragorns förmåga, kunde slå fast att minst en av hoberna tagit sig in i skogen på egen hand. De fortsatte jakten in i skogen och träffade där Gandalf (som återuppstått från de döda), och fick nyheter om Merry och Pippins situation.
Tillsammans med Gandalf red de till Edoras, som befriade Theoden från Grímas onda inflytande. De red sedan med kungens här mot Isenvaden men, sedan Gandalf ändrat planen red de till Helms klyfta istället. Där utkämpade Aragorn och sina vänner ett stort slag mot de 10 000 uruk-hai och Dunlänningar som Saruman sänt mot dem. Tack vare deras tapperhet och Erkenbrands och Huornernas anländande kunde det desperata läget vändas till seger.
Efter slaget följde han med Gandalf, Legolas, Gimli och några få utvalda av Theodens män till Isengård där de hade överläggningar med Saruman, som Gandalf sedan kastade ut ur trollkarlarnas orden. Efteråt stod det också klart att det föremål Grima kastat från tornet var Orthancs palantir, som Aragorn använde innan han red ifrån Hornborgen mot de dödas vägar. På vägen hem ifrån Isengård reds sällskapet ikapp av Dunedain från norden och Elronds söner. Dessa kom att bli Aragorns följeslagare genom de dödas vägar ända tills Sauron besegrades.
Aragorn ledde "De dödas armé" till Pelargir och besegrade piraterna där. Därigenom bevisade han sin härkomst för Gondor. Genom sitt uppträdande i strid, sin godhet och läkekraft vann han sitt folks kärlek och han blev vid återkomsten från Mordor, efter att Ringen förstörts, krönt till kung av Gondor i år 3019. Han antog då namnet Elessar{{Det namn som förutspåtts av Gandalf, då han gav Elessaren till Galadriel.}}Telcontar (Vidstige) och äktade Arwen Undomiel. Han fick namnet Elessar eftersom det betyder "alvsten" och Elessar bar just en alvsten kring halsen som han fick av Galadriel innan han lämnade Lothlorien.
Hans tid som kung betecknades av fred och välstånd, även om han vid flera tillfällen ledde sina arméer i krig i många länder (inte sällan med Kung Eomer). Dunedain som folk förenades och dess storhet förnyades. Minas Tirith blomstrade och banden mellan Gondor, Rohan och andra riken i Midgård stärktes ytterligare. 
Arwen gav Aragorn en son, Eldarion, och minst två döttrar. Efter sin död blev Eldarion kung efter honom.

## Filmer och uppsättningar
I Ralph Bakshis tecknade filmatisering av Sagan om ringen från 1978 spelas Aragorn av John Hurt. Detta är en av de få filmatiseringar där Aragorn är renrakad. Många kritiker påstår även att Aragorn ser ut som en indian i denna version.
I Rankin/Bass tecknade filmatisering om Sagan om konungens återkomst spelas han av Theodore Bikel.
I Peter Jacksons trilogi om Härskarringen spelas Aragorn av Viggo Mortensen. I Peter Jacksons filmatisering skiljer sig Aragorn från bokens beskrivning i det att han visar tvekan inför att bli kung. Enligt boken var han inställd på det från början, men väntade på rätt tidpunkt.
I Radioteaterns uppsättning av Sagan om ringen spelas han av Anders Ahlbom.